# Microsoft BASIC
O Microsoft BASIC foi o produto-base da Microsoft. Surgiu em 1975 como linguagem de programação do Altair 8800 (o Altair BASIC), sendo a primeira linguagem de alto nível disponível para aquele microcomputador como o Altair 8800.